# Nerf petit occipital
Le nerf petit occipital ou (branche mastoïdienne du plexus cervical superficiel) est un nerf sensitif issu du plexus cervical superficiel.

## Origine
Le nerf petit occipital nait de la branche antérieure du deuxième nerf cervical entre l'atlas et l'axis.
Rarement, il peut recevoir des fibres du troisième nerf cervical.

## Trajet
Le nerf petit occipital se dirige en dehors jusqu'au bord postérieur du muscle sternocléidomastoïdien puis se dirige en haut et en arrière en suivant le bord postérieur du muscle à l'intérieur de sa gaine.
Il transperce le fascia musculaire à une hauteur variable puis se termine en deux rameaux antérieur et postérieur qui innerve la région mastoïdienne et la région occipitale.
Il se connecte au nerf grand auriculaire, au nerf grand occipital et au nerf auriculaire postérieur.

### Variation
Rarement, le nerf petit occipital peut être dupliqué ou triplé et sa taille est variable.

## Aspect clinique
Une lésion du nerf petit occipital provoque une névralgie d'Arnold. Son bloc nerveux est difficile en raison de son trajet variable.